# Emerson (Geòrgia)
Emerson és una població dels Estats Units a l'estat de Geòrgia. Segons el cens del 2000 tenia 1.092 habitants.

## Demografia
Segons el cens del 2000, Emerson tenia 1.092 habitants, 382 habitatges, i 297 famílies. La densitat de població era de 71,5 habitants/km².
Dels 382 habitatges en un 31,2% hi vivien nens de menys de 18 anys, en un 57,9% hi vivien parelles casades, en un 14,4% dones solteres, i en un 22% no eren unitats familiars. En el 19,1% dels habitatges hi vivien persones soles el 8,9% de les quals corresponia a persones de 65 anys o més que vivien soles. El nombre mitjà de persones vivint en cada habitatge era de 2,84 i el nombre mitjà de persones que vivien en cada família era de 3,21.
Per edats la població es repartia de la següent manera: un 26,6% tenia menys de 18 anys, un 8,1% entre 18 i 24, un 30,4% entre 25 i 44, un 23,5% de 45 a 60 i un 11,4% 65 anys o més.
L'edat mediana era de 35 anys. Per cada 100 dones de 18 o més anys hi havia 92,5 homes.
La renda mediana per habitatge era de 36.181 $ i la renda mediana per família de 41.429 $. Els homes tenien una renda mediana de 29.250 $ mentre que les dones 24.375 $. La renda per capita de la població era de 16.270 $. Entorn del 12,3% de les famílies i el 16,4% de la població estaven per davall del llindar de pobresa.

## Poblacions més properes
El següent diagrama mostra les poblacions més properes.